# José María Luelmo
José María Luelmo Soto (Valladolid, 12 de julio de 1907 - ib. 18 de abril de 1991), conocido como José María Luelmo, fue un poeta español de la Generación del 27 y de la del 36.
Antes de la Guerra Civil publicó Inicial (1928-1929) (Valladolid, Meseta, 1929), Sencilla canción (Valladolid, 1931) y Ventura Preferida (Madrid, 1936), libros inscritos en el horizonte generacional del 27 y en los que se advierte principalmente el contagio del neopopularismo y del purismo guilleniano. Fue redactor sucesivamente, junto a Francisco Pino, de las revistas Meseta, Ddooss y A la Nueva Ventura, y colaboró en el periódico El Norte de Castilla. Estuvo en contacto con los redactores de la tinerfeña Gaceta de Arte, donde también se encuentra su firma. La única antología importante en la que figura fue la de Giacomo Prampolini (1934). En 1939 codirigió, siempre con Francisco Pino, el número franquista de la vallisoletana revista poética Meseta. En la posguerra publicó algunos libros más, uno de ellos de avicultura.
Fue miembro de la academia de la Purísima Concepción.
En 1956 tuvo el honor de dar el Pregón de la Semana Santa de Valladolid.